# Shadow Racing Cars
Shadow Racing Cars foi uma equipe de Fórmula 1 da Inglaterra, com sede em Northampton.
Foi fundada por Don Nichols em 1971, como Advance Vehicle Systems, competindo com licença norte-americana entre 1973 e 1975, ano em que passou a correr como equipe inglesa.
Em 8 temporadas, venceu uma corrida (GP da Áustria de 1977, com o australiano Alan Jones), obteve 3 terceiros lugares (um com Jones, dois com o galês Tom Pryce), 3 poles-positions e uma volta mais rápida. Foi na Shadow que Elio de Angelis, Riccardo Patrese e Stefan Johansson fizeram suas estreias na Fórmula 1.